# Čapljina
Čapljina (serbokroatisch-kyrillisch Чапљина) ist eine Stadt (Grad) in Bosnien und Herzegowina mit rund 28.000 Einwohnern. Die mehrheitlich von Kroaten bevölkerte Stadt liegt in der südlichen Herzegowina und gehört zum Kanton Herzegowina-Neretva der Föderation.
Čapljina grenzt im Norden an die Großgemeinden Čitluk und Mostar, im Osten an Stolac, im Süden an Neum und Dubrovnik (Kroatien), im Nordwesten an Ljubuški und im Westen an Metković (Kroatien).
Das Stadtgebiet gliedert sich in die 27 Ortsgemeinschaften (Mjesna zajednica, kurz MZ) Bivolje Brdo, Bobanovo, Čapljina I, Čapljina II, Čeljevo, Doljani, Domanovići, Dračevo-Sjekose, Dretelj, Gabela, Gabela Polje, Gnjilišta, Grabovine, Klepci, Lokve, Opličići, Počitelj-Hotanj, Prćavci, Prebilovci, Svitava, Gorica-Struge, Šurmanci, Šuškovo, Višići, Tasovčići, Trebižat und Zvirovići.
Bei Bobanovo und Šuškovo handelt es sich um neue Siedlungen, die für kroatische Flüchtlinge aus Zentralbosnien gegründet und nach Mate Boban bzw. Gojko Šušak benannt wurden.

## Bevölkerung
Bei der letzten Volkszählung 2013 lebten in der Großgemeinde Čapljina 26157 Menschen in 7916 Haushalten. Im Durchschnitt also 3,30 Personen pro Haushalt. Darunter waren 12947 (oder 49,50 %) Männer und 13210 (oder 50,50 %) Frauen.
Von den 23555 Personen ab 10 Jahren waren 340 (oder 1,44 %) Analphabeten. Bei den Frauen waren es 2,46 % und bei den Männern 0,40 %.
Von den 21938 Einwohnern ab 15 Jahren hatten 793 Personen gar keine Schulbildung (Frauenanteil 86,63 %). Andererseits hatten 2237 Personen eine Hochschulausbildung (Frauenanteil 51,27 %).

### Ethnische Gruppen
Schon traditionell waren die Kroaten die stärkste Bevölkerungsgruppe in der Großgemeinde Čapljina. Jedoch gab es zwischen 1991 – der letzten Volkszählung im gemeinsamen Staat Jugoslawien – und 2013 bedingt durch den Krieg starke Verschiebungen bei den prozentualen Anteilen. Durch den Bosnienkrieg verringerte sich einerseits die Anzahl der Bosniaken und Serben stark. Durch kroatische Flüchtlinge aus anderen Teilen von Bosnien-Herzegowina wuchs die Gruppe der Kroaten andererseits stark an.
Die kleineren Gruppen der Montenegriner, Albaner, Mazedonier, Slowenen und Roma zählten jeweils nur 5 bis unter 50 Personen.
Bei der Volkszählung 2013 war zudem Jugoslawe keine der vorgeschlagenen Auswahlmöglichkeiten mehr. Bei den Muslimen 1971, 1981 und 1991 handelt es sich um Slawen serbokroatischer Muttersprache, die seit 1993 offiziell als Bosniaken bezeichnet werden.
| Ethnische Gruppen in der Großgemeinde Čapljina                                                                | Ethnische Gruppen in der Großgemeinde Čapljina | Ethnische Gruppen in der Großgemeinde Čapljina | Ethnische Gruppen in der Großgemeinde Čapljina | Ethnische Gruppen in der Großgemeinde Čapljina | Ethnische Gruppen in der Großgemeinde Čapljina | Ethnische Gruppen in der Großgemeinde Čapljina | Ethnische Gruppen in der Großgemeinde Čapljina | Ethnische Gruppen in der Großgemeinde Čapljina | Ethnische Gruppen in der Großgemeinde Čapljina | Ethnische Gruppen in der Großgemeinde Čapljina |
| Gruppe | Volkszählung 1971                              | Volkszählung 1971                              | Volkszählung 1981                              | Volkszählung 1981                              | Volkszählung 1991                              | Volkszählung 1991                              | Volkszählung 2013                              | Volkszählung 2013                              |                                                |                                                |
| Gruppe | Anzahl                                         | Anteil                                         | Anzahl                                         | Anteil                                         | Anzahl                                         | Anteil                                         | Anzahl                                         | Anteil                                         |                                                |                                                |
| --- | ---------------------------------------------- | ---------------------------------------------- | ---------------------------------------------- | ---------------------------------------------- | ---------------------------------------------- | ---------------------------------------------- | ---------------------------------------------- | ---------------------------------------------- | ---------------------------------------------- | ---------------------------------------------- |
| Bosniaken/Muslime                                                                                             | 6999                                           | 24,78 %                                        | 6830                                           | 26,24 %                                        | 7672                                           | 27,52 %                                        | 4541                                           | 17,36 %                                        |                                                |                                                |
| Serben | 3896                                           | 13,80 %                                        | 3467                                           | 13,32 %                                        | 3753                                           | 13,47 %                                        | 714                                            | 2,73 %                                         |                                                |                                                |
| Kroaten | 16884                                          | 59,79 %                                        | 13931                                          | 53,51 %                                        | 14969                                          | 53,69 %                                        | 20538                                          | 78,52 %                                        |                                                |                                                |
| Andere | 461                                            | 1,63 %                                         | 1804                                           | 6,93 %                                         | 1488                                           | 5,34 %                                         | 364                                            | 1,39 %                                         |                                                |                                                |
| Einwohner | 28240                                          | 100 %                                          | 26032                                          | 100 %                                          | 27882                                          | 100 %                                          | 26157                                          | 100 %                                          |                                                |                                                |
| Anmerkungen:Bosniaken 1971, 1981 und 1991 als Muslime aufgeführt;1971 206, 1981 1591 und 1991 1047 Jugoslawen |                                                |                                                |                                                |                                                |                                                |                                                |                                                |                                                |                                                |                                                |

### Glaubensbekenntnisse
Die Verteilung der Bevölkerung nach Religionen widerspiegelt die ethnische Zugehörigkeit. Es wurden im Jahr 2013 20362 (oder 77,85 %) Katholiken, 4598 (oder 17,58 %) Muslime, 709 (oder 2,71 %) Orthodoxe, 211 Personen mit anderen Glaubensbekenntnissen, 89 Atheisten und 45 Agnostiker erfasst. Die restlichen 143 Personen verweigerten eine Angabe.

## Geografie

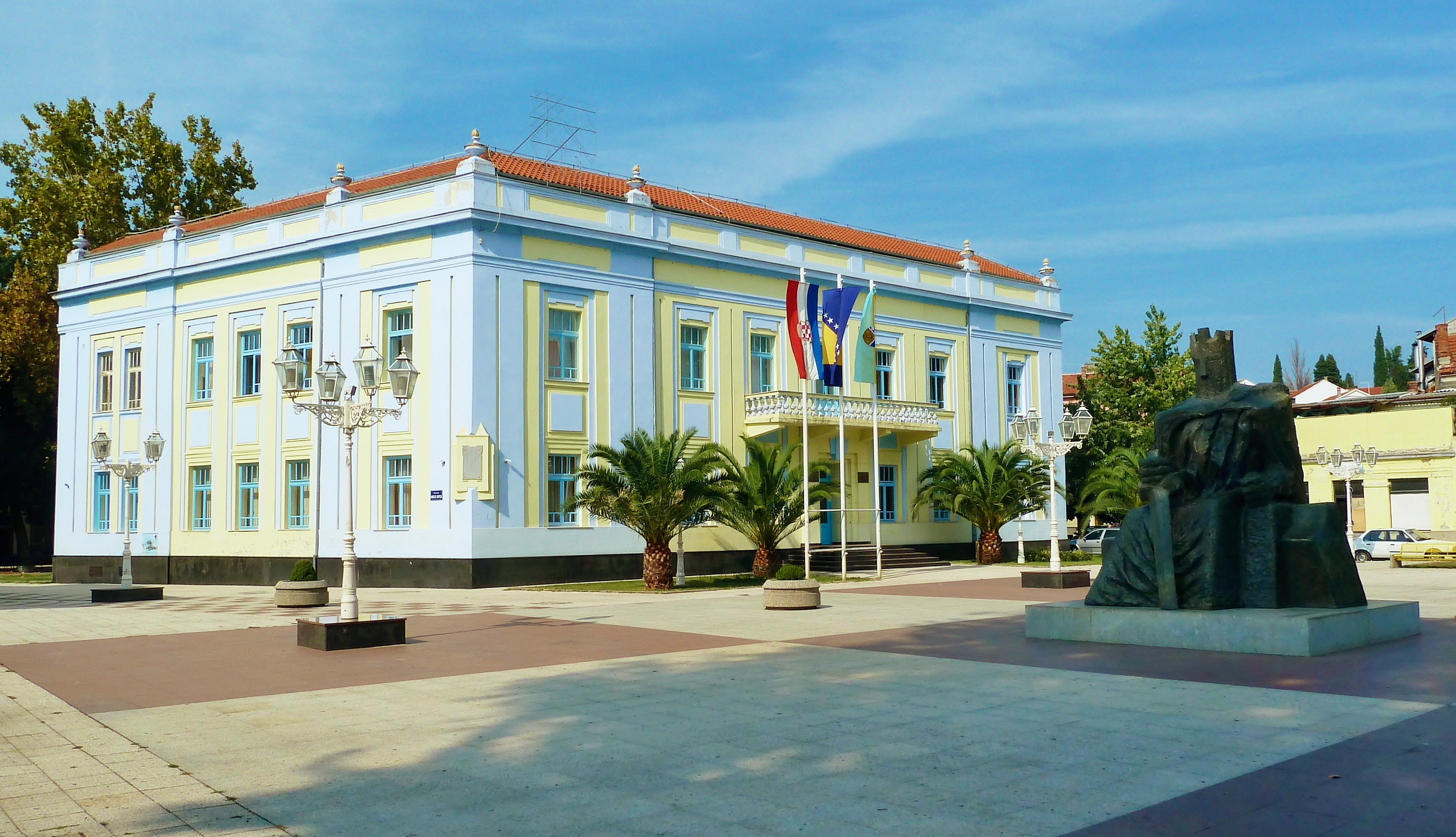
Das Rathaus von Čapljina am König-Tomislav-Platz

Die Verbandsgemeinde wird durch den Verlauf des Neretva-Tals bestimmt, das von Norden nach Süden verläuft und sich von einer engen Schlucht im Norden nach Süden hin zu einer Tiefebene verbreitert.
In unmittelbarer Nähe des Hauptorts münden zwei weitere Flüsse, die Bregava aus Osten und der Trebižat aus Nordwesten, in die Neretva. Im Zuge dieser Flüsse haben sich ebenfalls steil abfallende enge Täler gebildet.
Im Südosten wird die Tiefebene sumpfig und bei entsprechender Witterung entstehen hier die Seen Hutovo Blato und Deransko Jezero, deren Ausdehnung bis zu 20 km² erreichen kann.
Die Tiefebene ist sehr fruchtbar und wird außer im sumpfigen südostwärtigen Teil hauptsächlich landwirtschaftlich genutzt. Die sich im Zuge der Taleinschnitte anschließenden Höhenzüge sind verkarstet und landwirtschaftlich kaum nutzbar. Die Großgemeinde hat eine Gesamtfläche von ca. 256 Quadratkilometern.

## Geschichte

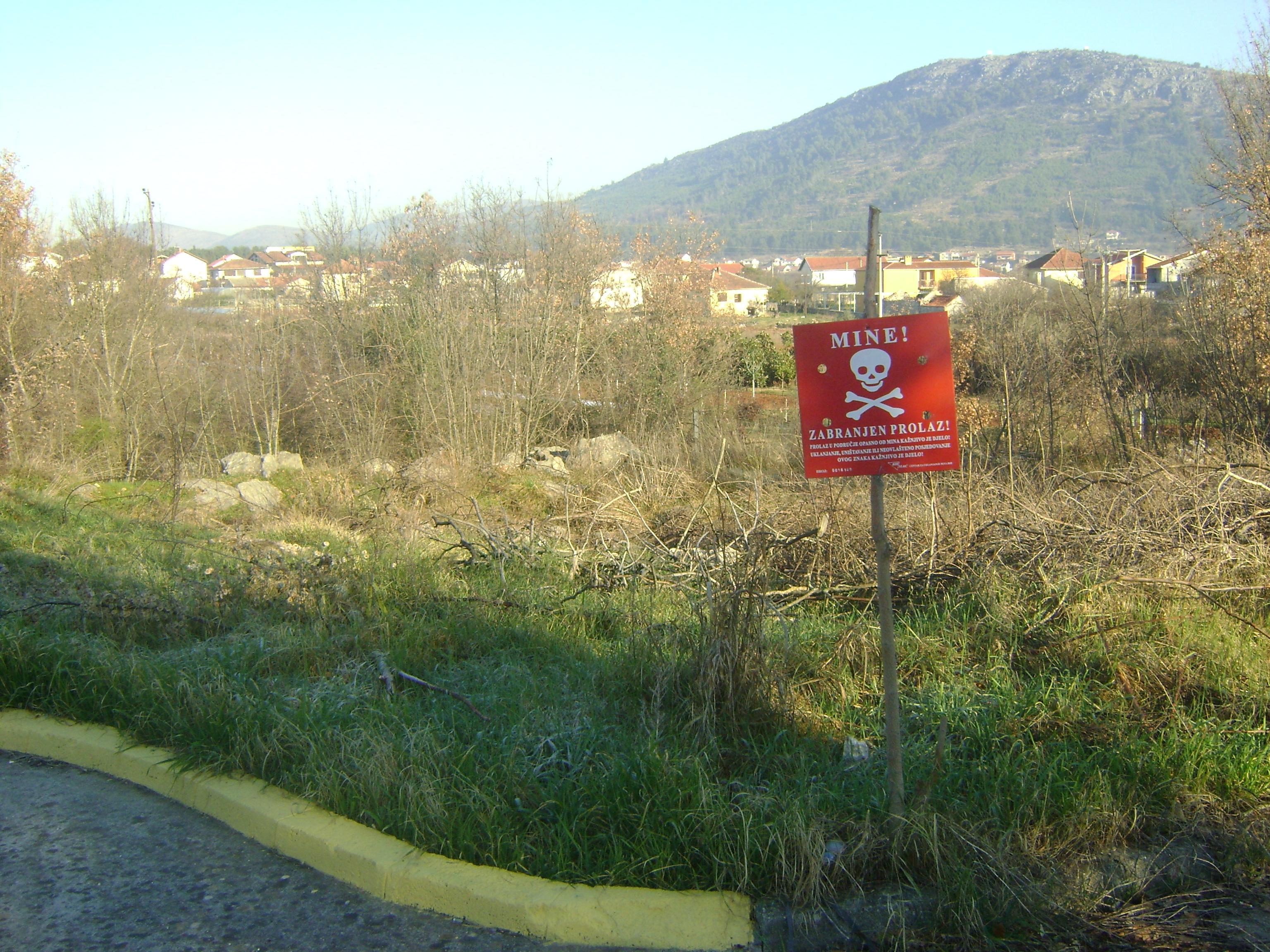
Minenwarntafel an der Gemeindegrenze

Im Jahr 626 kamen Slawen in die römischen Provinzen Dalmatien und Pannonien. Die Osmanische Besetzung dauerte von 1483 bis 1878. Ab 1918 gehörte Čapljina zum Königreich der Serben, Kroaten und Slowenen, dessen Name 1929 in Königreich Jugoslawien geändert wurde.
Während des Zweiten Weltkriegs verübten am 13., 14. und 15. April 1941 serbische Freischärler, sogenannte Tschetniks, ein Massaker an der Zivilbevölkerung in Čapljina und Umgebung. Dabei wurden 28 Kroaten und Bosniaken getötet und 85 Häuser niedergebrannt. Unter den Ermordeten befanden sich auch Frauen und Kinder:

„Es kamen dann zwei Tschetnitzi bis zum Haus und schlugen die Türe ein [...] die verstorbene Schwägerin [Frana Vego] drückte sich mit den [sechs] Kindern in eine Ecke. Als die Tschetnitzi noch an der Türe waren, hörte ich jemanden fragen, was sie mit den Kindern und Frauen wollten. Jener vor dem Hause antwortete: Mach' sie alle der Reihe nach nieder. Dann begannen die beiden vor der Türe mit Dum-Dum-Geschossen zu schießen und trafen die verstorbene Schwägerin viermal in den Kopf. [...] Vier ihrer Kinder wurden verwundet [...] Als die Schwägerin getroffen wurde, hielt sie gerade ihr sechs Monate altes Kind in den Armen [...]“

Im Juni 1941 verübte die Ustascha im Ortsteil Prebilovci ein Massaker an der serbischen Zivilbevölkerung. Dabei wurden mehr als 600 serbische Zivilisten von Kroaten ermordet. Während des Bosnienkriegs wurde die Gedenkstätte von kroatischen Extremisten zerstört.
Von 1945 bis 1992 war Čapljina dann Teil der Sozialistischen Föderativen Republik Jugoslawien (SFRJ).
Nach dem Friedensschluss von Dayton im Jahr 1995 wurde Čapljina Teil der Föderation Bosnien-Herzegowina innerhalb des Staates Bosnien und Herzegowina.

## Religion
Auf dem Gebiet der Verbandsgemeinde Čapljina finden sich:
- sechs römisch-katholische Kirchen,
- eine protestantische Kirche
- vier Moscheen,
- eine serbisch-orthodoxe Kirche und
- das serbisch-orthodoxe Kloster Žitomislići.

## Politik
Wahlergebnisse 1990 
- HDZ Hrvatska demokratska zajednica Bosne i Hercegovine (Kroatisch Demokratische Gemeinschaft Bosniens und Herzegowinas): 53 % der Gesamtstimmen
- SDA Stranka demokratske akcije (Partei der demokratischen Aktion): 22 %
- SDS Srpska Demokratska Stranka (Serbische Demokratische Partei): 8 %
- SDP Stranka demokratskih promjena (Sozialdemokratische Partei)

Die Veränderungen in der Zusammensetzung der Bevölkerung hatten zur Folge, dass die HDZ bzw. kroatische Parteien bei allen Nachkriegswahlen eine deutliche Mehrheit erreichten.

## Verkehr
Durch Čapljina verlaufen in Nord-Süd-Richtung die Magistralstraße M17 von Mostar nach Ploče und in Ost-West-Richtung die Magistralstraße 6 von Trebinje nach Knin. Im Nordosten bei Domanovci hat die Gemeinde einen Anschluss an die Autobahn A1 nach Split bzw. perspektivisch Sarajevo.
Ebenfalls durch die Verbandsgemeinde verläuft die elektrifizierte Bahnstrecke Sarajevo–Ploče. 1885 wurde mit der Eröffnung der schmalspurigen Narentabahn die Stadt von der Eisenbahn erschlossen. 1963 bis 1966 trassierten die Jugoslawischen Staatsbahnen (JŽ) die Bahnlinie neu und bauten sie auf Normalspur um. In Čapljina zweigte die Mitte der 1970er Jahre eingestellte 760-mm-Schmalspurstrecke nach Dubrovnik ab. Es gibt Bestrebungen Teile dieser ehemaligen Schmalspurstreck via Trebinje (Bosnien und Herzegowina) als normalspurige Eisenbahnstrecke nach Nikšić (Montenegro) wieder zu errichten. Dazu wurde die Strecke 2023 in das erweiterte TNT-Netz aufgenommen.

## Persönlichkeiten
- Slobodan Praljak (1945–2017), General und Kriegsverbrecher
- Jasmin Repeša (* 1961), Basketballtrainer
- Milan Draško (* 1962), montenegrinischer Schachspieler
- Nino Bule (* 1976), Fußballspieler
- Nikola Prce (* 1980), Handballspieler
- Nikica Jelavić (* 1985), Fußballspieler
- Davor Brajković (* 1995), Fußballspieler
- Dragan Bender (* 1997), Basketballspieler
- Josip Šutalo (* 2000), Fußballspieler